# Amietophrynus taiensis
Amietophrynus taiensis är en groddjursart som först beskrevs av Rödel och Ernst 2000.  Amietophrynus taiensis ingår i släktet Amietophrynus och familjen paddor. IUCN kategoriserar arten globalt som akut hotad. Inga underarter finns listade i Catalogue of Life.